# Martin Kayongo-Mutumba
Martin Kayongo-Mutumba (n. Solna, Suecia, 15 de junio de 1985) es un futbolista sueco de origen ugandés. Juega de mediocampista y actualmente milita en el Syrianska FC de Suecia. 

## Selección nacional
Representó a la Selección sueca Sub-17 en 2 ocasiones, pero representa a Selección de fútbol de Uganda con la que ha jugado 7 partidos y no ha anotado ningún gol.

## Clubes
| Club                | País      | Año       |
| ------------------- | --------- | --------- |
| Vasalunds IF        | Suecia    | 1990–1998 |
| AIK Solna           | Suecia    | 1998–2003 |
| Cafe Opera          | Suecia    | 2004      |
| Inter Turku         | Finlandia | 2005–2007 |
| Väsby United        | Suecia    | 2008      |
| AIK Solna           | Suecia    | 2009–2010 |
| Videoton FC         | Hungría   | 2010–2011 |
| AIK Solna           | Suecia    | 2011–2013 |
| Orduspor            | Turquía   | 2014–2015 |
| Rah Ahan Sorinet FC | Irán      | 2015      |
| IF Brommapojkarna   | Suecia    | 2016      |
| Örgryte IS          | Suecia    | 2016–2017 |
| Syrianska FC        | Suecia    | 2018–     |